# Flekkerøy
Flekkerøy er en bydel som ligger på den største ø i Kristiansand. Øen er 6,6 km² stor. Den har 2 632 indbyggere (1. januar 2005). Øen har tilknytning til fastlandet via en 2 321 meter lang undersøisk tunnel.

## Historik
Flekkerøy var en vigtig havn i Skagerrak i 1500-tallet, og fra 1540 var Flekkerøy den vigtigste uthavn for skibstrafikken mellem Nordsøen og Østersøen på Agdesiden. De første befæstninger i området blev anlagt i 1555 og havde navnet Flekkerhus festning. Stedets og havnens betydning fremgår også af at lenet fra 1559 (forbigående) havde navnet Flekkerhus len.
9. januar 1628 gik et kongebrev til Christopher Giøe som var lensherre på Agdesiden med befaling om at bygge et blokhus på Slottsholmen på Flekkerøy. Det stod færdigt i 1635. Slottsholmen kaldtes også Gammeløya, og senere Christiansø. 
Hovedtoldstedet for Nedenes og Mandals len blev i 1634 efter kongelig befaling givet til Flekkerøy. Alle kromænd som boede på fastlandet (Indre Flekkerøy/Kroodden) blev pålagt at flytte til Slottsholmen. Det samme gjaldt toldere og visitøre. Flekkerøy havn blev af rigsrådet på denne tid sagt at være skabt af naturen som nøglen til Østersøen og Vesterhavet. Efter kongelig besøg i foråret 1635 fik Slottsholmen navnet Christiansø.
Kongen ville gøre Flekkerøy til en stærkt befæstet havn og til et midtpunkt for hele lenets administration. I 1635 fik lensherren derfor ordre fra kongen om at residensen skulle lægges i nærheden av Christiansø. Om sommeren, i skibnings- og sørøversæsonen skulle lensherren bo på selve den befæstede ø. Sommerresidensen blev bygget i mursten og stod færdig i 1642. Lindebø gård på Flekkerøy var ladegård under fæstningen.
58°4′9″N 7°59′39″Ø / 58.06917°N 7.99417°Ø